# Tarsius sangirensis
Tarsius sangirensis är en art av spökdjur som lever på ön Sangir norr om Sulawesi i Indonesien.  Vedertaget svenskt namn saknas.  Fram tills nyligen betraktades spökdjuren på grannön Siau som tillhörande samma art, men 2006 bröts de loss och bildade arten Tarsius tumpara

## Anatomi
Tarsius sangirensis är en liten primat, som liknar den sannolikt närbesläktade Tarsius tarsier.  Den väger 143-150 gram och är därmed något större än de flesta andra spökdjur.  Pälsen är gyllenbrun över det mesta av kroppen, och vit på magen.  Dess läte innehåller två toner.

## Ekologi
Mycket lite är egentligen känt om arten.  Den har inte direkt studerats i vilt tillstånd.  Liksom övriga spökdjur verkar Tarsius sangirensis vara ett rent rovdjur, som jagar på natten och främst lever på insekter (skalbaggar, gräshoppor, fjärilar med mera) och små ryggradsdjur.  Den lever varhelst det finns tillräckligt tät undervegation, i regnskog, mangroveskog, och även i plantager och andra störda miljöer.